# Antony Kariyil
Antony Kariyil CMI (* 26. März 1950 in Cherthala, Indien) ist ein syro-malabarischer Ordensgeistlicher, Erzbischof und ehemaliger Vikar des Großerzbischofs von Ernakulam-Angamaly.

## Leben
Antony Kariyil trat der Ordensgemeinschaft der Carmelites of Mary Immaculate bei und empfing am 27. Dezember 1977 das Sakrament der Priesterweihe.
Am 26. August 2015 gab der Heilige Stuhl seine Wahl zum Bischof der Eparchie Mandya durch die Synode der Syro-malabarischen Kirche nach vorheriger Zustimmung durch Papst Franziskus bekannt. Die Bischofsweihe spendete ihm sein Amtsvorgänger George Njaralakatt, Erzbischof von Tellicherry, am 18. Oktober desselben Jahres. Mitkonsekratoren waren der Apostolische Nuntius in Indien, Erzbischof Salvatore Pennacchio, und der Erzbischof von Bangalore, Bernard Blasius Moras.
Die Synode der syro-malabarischen Kirche wählte ihn im August 2019 zum Vikar des Großerzbischofs von Ernakulam-Angamaly. Papst Franziskus ernannte ihn am 30. August desselben Jahres zum Titularerzbischof pro hac vice von Macriana Maior.
Nach Auseinandersetzungen um liturgische Reformen bot er im Juli 2022 seinen Rücktritt als Vikar an, den Papst Franziskus am 30. Juli 2022 annahm, wobei ihm die Würde eines Erzbischofs und der Titularsitz ausdrücklich belassen wurde. Im Zuge der Auseinandersetzungen hatte sich Kariyil einem Kompromiss zur Zelebrationsrichtung des Priesters während der Messe verweigert und weiterhin die komplette Liturgie mit dem Gesicht zur Gemeinde gefeiert.